# Casa Nouă

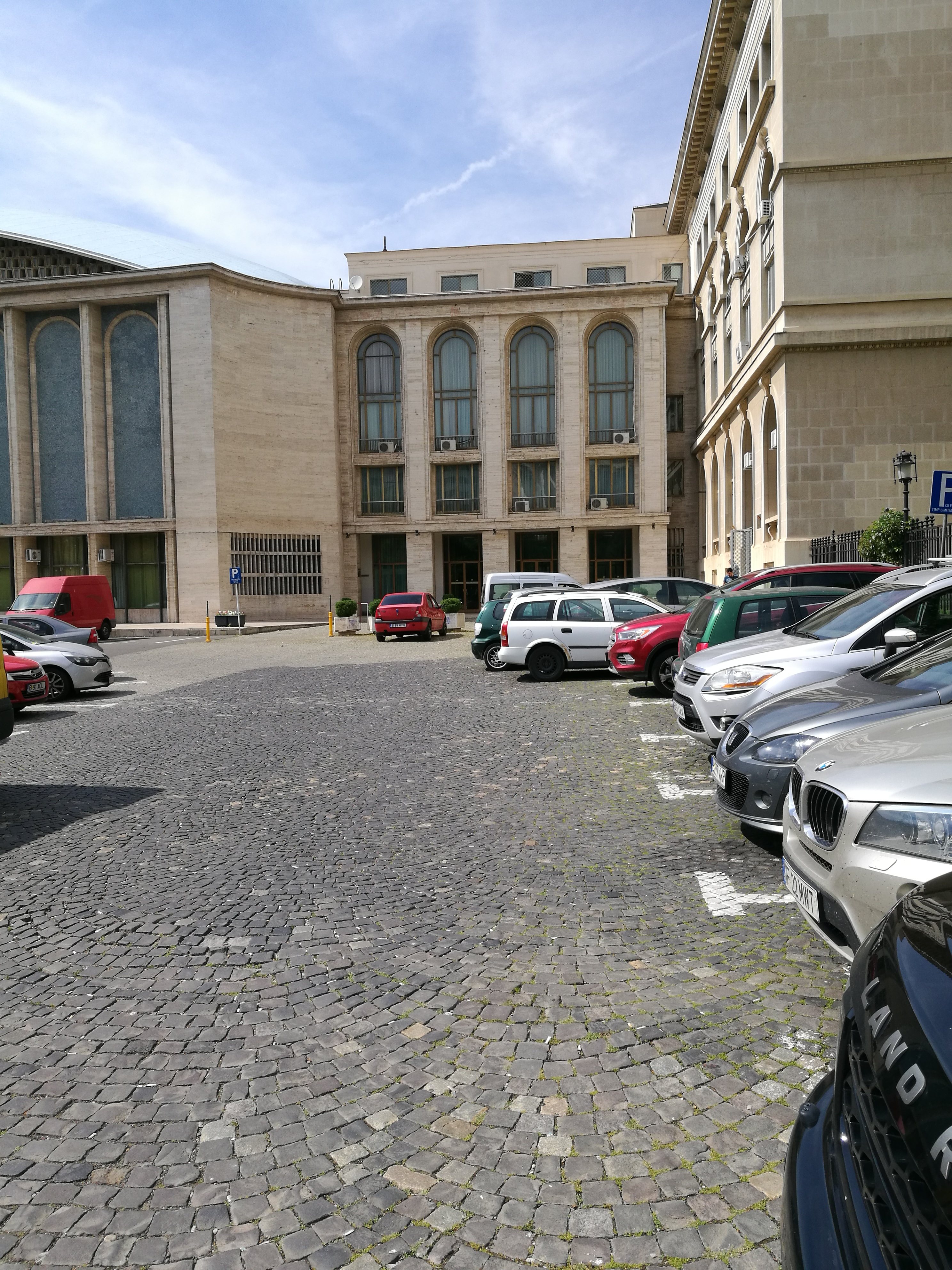
L'allée qui séparait autrefois la résidence royale Casa Nouă (où se trouve aujourd'hui la Sala Palatului, à gauche) à l'arrière du Palais Royal de Bucarest (à droite).

La Casa Nouă (en français : « maison neuve ») était une petite résidence attenante au Palais royal de Bucarest qui servit de demeure aux rois Carol II et Michel Ier de Roumanie, entre 1930 et 1944. C'est ainsi à la Casa Nouă que fut organisé le coup d'État du roi Michel contre le maréchal Ion Antonescu. À la suite de cet événement, la Casa Nouă fut bombardée par l'aviation allemande, qui la détruisit complètement. 